# Nagykálló
Nagykálló là một thành phố thuộc hạt Szabolcs-Szatmár-Bereg, Hungary. Thành phố này có diện tích 68,55 km², dân số năm 2010 là 10043 người, mật độ 147 người/km².